# San Marcos de Caiquín

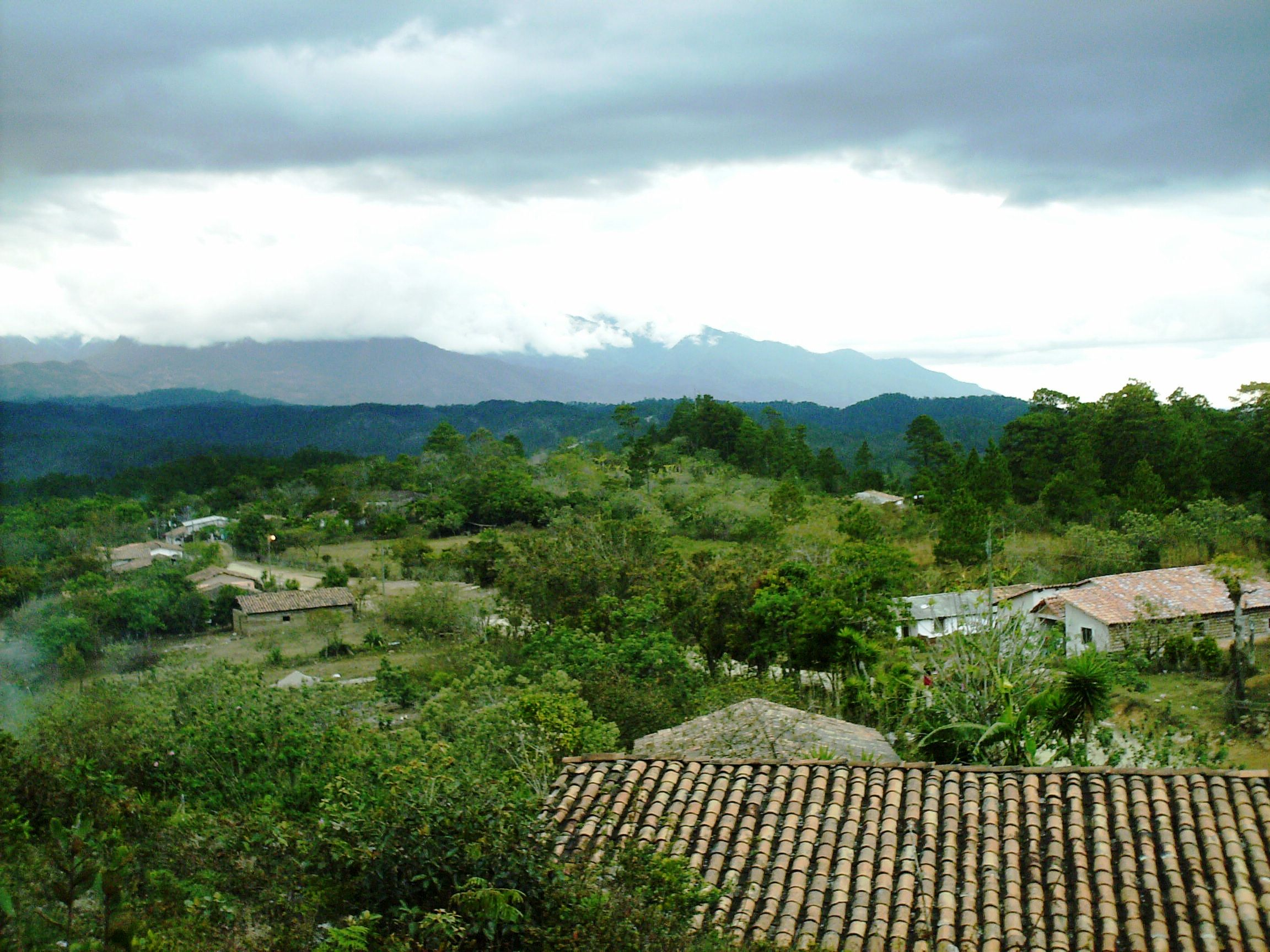
San Marcos Caiquin

San Marcos de Caiquín é uma cidade hondurenha do departamento de Lempira.